# 少年フレンド
少年フレンド（しょうねんフレンド）は、元19の岡平健治と岩瀬敬吾がプロデビュー前に結成したフォークデュオである。19の前身。
19解散後の2002年7月10日に発売されたアルバム『18～卒業ライフは入ってない～』には少年フレンド時代の楽曲のうち5曲が収録された。録音環境も非常にシンプルであり、2人の担当するパートをパンで完全にふっているという特徴がある。